# Репино (Джанкойский район)
Ре́пино (до 1948 года Денги́ль; укр. Репине, крымскотат. Deñil, Денъиль) — исчезнувший посёлок в Джанкойском районе Республики Крым, располагавшееся в западной части района, в степной части Крыма, примерно в 1,5 километрах восточнее села Ковыльное.

### Динамика численности населения
- 1805 год — 49 чел.[5]
- 1900 год — 22 чел.[6]
- 1915 год — —/11 чел.[7][8]
- 1926 год — 62 чел.[9]

## История
Первое документальное упоминание селения встречается в Камеральном Описании Крыма… 1784 года, судя по которому, в последний период Крымского ханства Денгиль  входил в Орта Чонгарский кадылык Карасубазарского каймаканства. После присоединения Крыма к России (8) 19 апреля 1783 года, (8) 19 февраля 1784 года, именным указом Екатерины II сенату, на территории бывшего Крымского Ханства была образована Таврическая область и деревня была приписана к Перекопскому уезду. После Павловских реформ, с 1796 по 1802 год, входила в Перекопский уезд Новороссийской губернии. По новому административному делению, после создания 8 (20) октября 1802 года Таврической губернии, Деньгиль был включён в состав Джанайской волости Перекопского уезда.
По Ведомости о всех селениях в Перекопском уезде состоящих с показанием в которой волости сколько числом дворов и душ… от 21 октября 1805 года в деревне Деньгиль числилось 8 дворов и 49 жителей крымских татар. На военно-топографической карте генерал-майора Мухина 1817 года деревня Денгиль обозначена с 30 дворами. Затем, видимо, вследствие эмиграции крымских татар в Турцию, деревня опустела и в доступных источниках до конца XIX века не встречается.
Вновь упоминается Денгиль в «…Памятной книжке Таврической губернии на 1900 год», согласно которой на хуторе Богемской волости Перекопского уезда числилось 22 жителя в 1 дворе. По Статистическому справочнику Таврической губернии. Ч.II-я. Статистический очерк, выпуск пятый Перекопский уезд, 1915 год, на хуторе Денгиль (Ольги Мокшеевой) Богемской волости Перекопского уезда числилось 3 двора (все дворы безземельные) с русским населением в количестве 11 человек «посторонних» жителей, из которых 5 мужчин и 6 женщин. При хуторе числилось 32 десятины земли. В хозяйствах имелось 6 лошадей, 3 коровы и 3 головы мелкого скота.
После установления в Крыму Советской власти, по постановлению Крымревкома от 8 января 1921 года № 206 «Об изменении административных границ» была упразднена волостная система и в составе Джанкойского уезда был создан Джанкойский район. В 1922 году уезды преобразовали в округа. 11 октября 1923 года, согласно постановлению ВЦИК, в административное деление Крымской АССР были внесены изменения, в результате которых округа были ликвидированы, основной административной единицей стал Джанкойский район и село включили в его состав. Согласно Списку населённых пунктов Крымской АССР по Всесоюзной переписи 17 декабря 1926 года, в селе Денгиль, в составе упразднённого к 1940 году Джадра-Борлакского сельсовета Джанкойского района, числилось 9 дворов, все крестьянские, население составляло 62 человека, все русские.
После освобождения Крыма от фашистов в апреле, 12 августа 1944 года было принято постановление № ГОКО-6372с «О переселении колхозников в районы Крыма» и в сентябре 1944 года в район приехали первые новоселы (27 семей) из Каменец-Подольской и Киевской областей, а в начале 1950-х годов последовала вторая волна переселенцев из различных областей Украины. С 25 июня 1946 года Денгиль в составе Крымской области РСФСР. Указом Президиума Верховного Совета РСФСР от 18 мая 1948 года, Денгиль переименовали в Репино. 26 апреля 1954 года Крымская область была передана из состава РСФСР в состав УССР. Время включения в Лобановский сельсовет пока не установлено: на 15 июня 1960 года посёлок уже числился в его составе. Ликвидирован к 1968 году (согласно справочнику «Крымская область. Административно-территориальное деление на 1 января 1968 года» — в период с 1954 по 1968 годы).